# Zigóstata

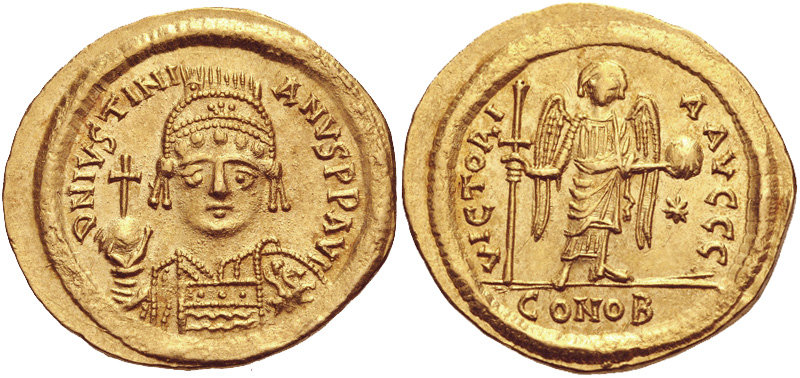
Soldo de Justiniano r.

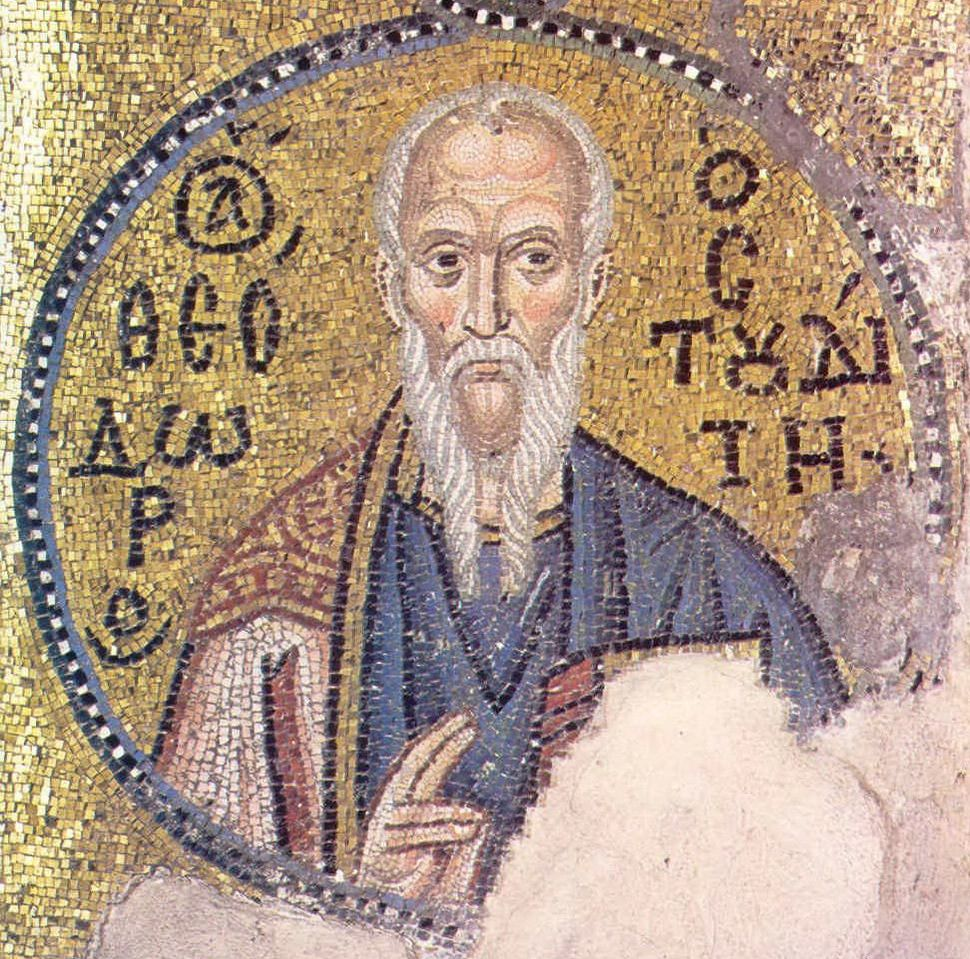
Mosaico de no Mosteiro Novo de Quios

Zigóstata (em grego: ζυγοστάτης; romaniz.: Zygostátes; lit. "aquele que pesa com uma balança"; plural: ζυγοστάται, zygostatai) foi um medidor público da cunhagem do Império Bizantino. Segundo a Lei Júlia, foi um oficial municipal cuja função era verificar a qualidade dos soldos de ouro.

## Descrição
O termo zigóstata frequentemente aparece em inscrições e papiros do Império Romano Tardio na forma de "zigóstata da cidade" (em grego: ζυγοστάτης τῆς πόλεως; romaniz.: zygostates tes poleos). O imperador bizantino Justiniano (r. 527–565) considerou os zigóstatas, em seu 11º édito, como os principais transgressores causadores da mudança da pureza das moedas de ouro. Alguns selos imperiais dos séculos VI e VII portando o nome de zigóstatas preservaram-se. Nas Taktika dos séculos IX e X, o zigóstata é um funcionário estatal, em vez de urbano, pertencente ao pessoal do sacélio.
O epíteto "imperial" é conferido ao zigóstata em um selo bizantino datável do século VII. Com base nesta evidência, John Bagnell Bury assumiu que pelo século VII o zigóstata começar a examinar e pesar moedas que vieram do tesouro imperial. O monge e abade grego bizantino Teodoro, o Estudita, descreveu os zigóstatas, ou a estação onde trabalhavam, como um negócio prolífico. Cristóvão de Mitilene, por sua vez, louvou um zigóstata chamado Eustácio como o fundador de uma igreja e "um dos maiores cartulários".
O termo "zigástico" (em grego: ζυγαστικόν; romaniz.: zygastikon), atestado num falso privilégio conferido à cidade de Monemvasia em 1316, refere-se a um dos pagamentos costumeiros feitos aos inspetores do pedágio para medição e pesagem de vasos. Num nível funcional, o zigástico teve nada em comum com o zigóstata do sacélio.

## Biografia
- Justiniano (século VI). Corpo do Direito Civil. [S.l.: s.n.]

- Kazhdan, Alexander Petrovich (1991). The Oxford Dictionary of Byzantium. Nova Iorque e Oxford: Oxford University Press. ISBN 0-19-504652-8

- Laiou, Angeliki E. (2002). The Economic History of Byzantium from the Seventh through the Fifteenth Century. Washington: Dumbarton Oaks. ISBN 0-88402-288-9